# Lucas de Heere

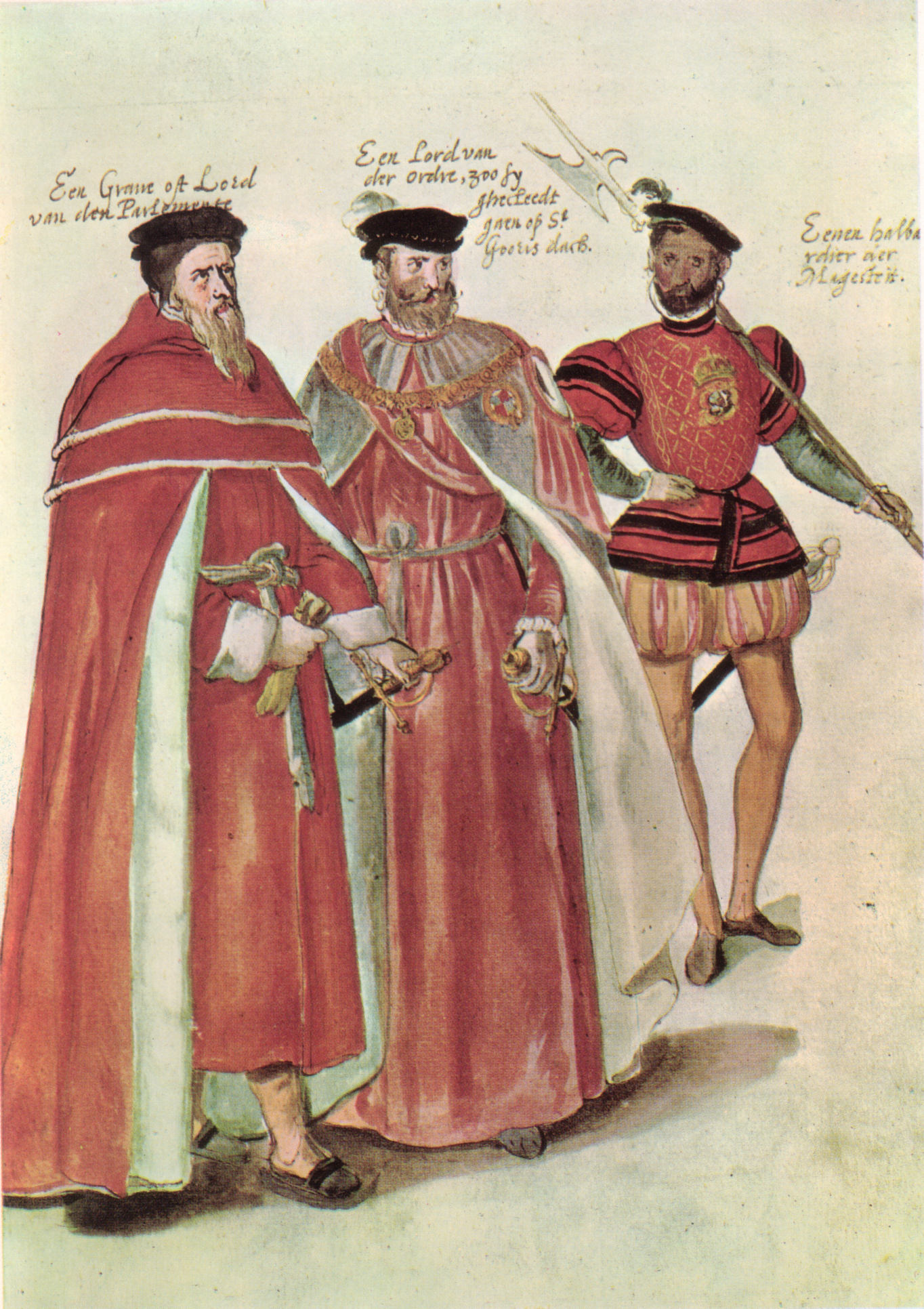
Två engelska kamrater

Lucas de Heere, född 1534, död 1584, var en flamländsk konstnär.
Heere var även verksam som poet, för vilket han i samtiden var mer känd. Heere var en konstkännare av rang, och ägde en tavelsamling bland annat innehållande Albrecht Dürer och Jan van Eyck. Hans egen konst vann inte samma berömmelse, och han gjorde sig inom måleriet främst känd som lärare åt Karel van Mander d.ä., som i sina verk hyllar hans konstnärliga insatser. Lucas de Heere är representerad i Kunstmuseet i Köpenhamn.